# أنتونيمينا
أنتونيمينا هي مدينة تقع في مقاطعة ريدجو كالابريا في إيطاليا .

## السكان
تطور النمو السكاني لـ أنتونيمينا